# Hans von Gronau
Hans Johann Karl Hermann von Gronau (Alt-Schadow, 6. prosinca 1850. -  Potsdam, 22. veljače 1940.) je bio njemački general i vojni zapovjednik. Tijekom Prvog svjetskog rata zapovijedao je IV. i XLI. pričuvnim korpusom, te Armijskim odjelom Gronau na Zapadnom i Istočnom bojištu.

## Vojna karijera
Hans von Gronau rođen je 6. prosinca 1850. u Alt-Schadowu. Sin je Johanna Gronaua i Alexandrine Leusenthin. U prusku vojsku stupio je 1870. godine, te je od 1875. pohađao Prusku vojnu akademiju. Nakon završetka akademije služi u raznim vojnim jedinicama, te u Glavnom stožeru u Berlinu. Čin pukovnika dostigao je 1897. godine, general bojnikom je postao 1900. godine, dok je 1903. godine promaknut u čin general poručnika kada je postao i zapovjednikom 1. pješačke divizije smještene u Königsbergu. U listopadu 1907. Gronau postaje zapovjednikom tvrđave Thorn, dok u siječnju 1908. dobiva čin generala topništva. U lipnju 1911. je umirovljen. Za zasluge u vojnoj službi u lipnju 1913. dobiva plemićku titulu.

## Prvi svjetski rat
Na početku Prvog svjetskog rata Gronau je aktiviran, te postaje zapovjednikom IV. pričuvnog korpusa koji se nalazio se u sastavu 1. armije kojom je zapovijedao Alexander von Kluck. Zapovijedavši IV. pričuvnim korpusom Gronau sudjeluje u Graničnim bitkama, te Prvoj bitci na Marni.
U rujnu 1915. dobiva zapovjedništvo nad XLI. pričuvnim korpusom koji se nalazio na Istočnom bojištu. U kolovozu 1916. Gronau postaje zapovjednikom Armijskog odjela Gronau kojim zapovijeda sve do prosinca 1917. godine. Za zapovijedanje u vojnim operacijama Gronau je 16. listopada 1916. odlikovan ordenom Pour le Mérite.

## Poslije rata
Nakon završetka rata Gronau je u veljači 1919. ponovno umirovljen. Preminuo je 22. veljače 1940. godine u 90. godini života u Potsdamu. Bio je oženjen s Luisom Gerischer s kojom je imao tri sina od kojih je najstariji Wolfgang von Gronau bio poznati njemački pilot.

## Vanjske poveznice
(eng.) Hans von Gronau na stranici Prussianmachine.com

(njem.) Hans von Gronau na stranici Deutschland14-18.de